# Escuintla (Guatemala)
Escuintla ist eine Stadt in Guatemala. Mit etwa 100.000 Einwohnern ist sie nach Guatemala-Stadt (Mixco eingeschlossen) und Quetzaltenango die drittgrößte Stadt des Landes. Sie ist Verwaltungssitz des Departamentos Escuintla sowie der gleichnamigen Großgemeinde (Municipio), welche 332 km² umfasst und über 130.000 Einwohner hat.

## Lage und Klima
Die Stadt liegt etwa 45 km südwestlich von Guatemala-Stadt am Fuß der Sierra Madre auf 350 m Höhe. Von der Hauptstadt aus erreicht man Escuintla auf der modernen Autobahn CA 9 in etwa einer halben Stunde.
Escuintla liegt im Übergangsbereich zwischen der pazifischen Tieflandregion und dem zentralen Hochland. Das Klima ist überwiegend heiß. Die Regenzeit dauert von Mai bis Oktober.

## Wirtschaft und Tourismus
Escuintla ist Hauptstadt und Handelszentrum des wohlhabendsten und produktivsten Departamentos in Guatemala und zugleich einer der wichtigsten Verkehrsknotenpunkte des Landes. Hier kreuzen sich die Fernstraßen CA 2 (Mexiko-El Salvador) und CA 9 (Atlantik-Pazifik). Früher war Escuintla auch ein Eisenbahnknoten von Linien, die entlang der genannten Fernstraßen verliefen. Die Bahnlinie von Puerto San José nach Guatemala-Stadt wurde zuletzt nur noch für den Frachtverkehr genutzt. Escuintla verfügt über einen Flughafen für die Allgemeine Luftfahrt. Pläne, diesen zum internationalen Verkehrsflughafen von Guatemala-Stadt auszubauen, wurden aus finanziellen Gründen zugunsten einer Modernisierung des bestehenden Flughafens Guatemala-Stadt aufgegeben.
Escuintla hat keine Sehenswürdigkeiten.

## Geschichte
Escuintla war vor der Eroberung durch Pedro de Alvarado ein Zentrum der Pipil und hieß Iscuintepéque (Yxcuyntepeque), was so viel bedeutet wie „Hügel der Hunde“.

## Persönlichkeiten
- Melissa Morales (* 1990), Tennisspielerin